# Городской архив Амстердама
Городской архив Амстердама (нидерл. Stadsarchief Amsterdam) хранит документы, относящиеся к истории Амстердама, и предоставляет информацию о городе. Общая длина полок Городского архива Амстердама около 50 километров и по этому показателю он — крупнейший в мире.

## История
В Средние века важные документы Амстердама хранились в специальном шкафу, который находился в так называемой «Железной часовне» (IJzeren Kapel) в Ауде керк. В XIX веке архивы переместили в здание Весовой палаты на площади Ниумаркт (нид.), а в 1914 году — в бывшую ратушу Nieuwer-Amstel. С лета 2007 года Городской архив Амстердама находится в монументальном здании De Bazel в центре города, получившем свое название от известного голландского архитектора, спроектировавшего его.

## Хранение
Городской архив Амстердама принадлежит правительству Амстердама. В нём хранятся архивы муниципального и национального правительств, если они связаны с Амстердамом, помимо архивов частных учреждений, семей или отдельных лиц, а также компаний, связанных с городом. Муниципалитеты Аудер-Амстел и Амстелвен также передали свои исторические архивы на хранение в Городской архив Амстердама. Кроме того, в Городском архиве находится большая коллекция изображений и аудиовизуальных материалов, а также библиотека.
Среди множества документов международного значения, хранящихся в архиве — архивы пивоварни Heineken и Консертгебау, письма Чарльза Дарвина и Махатмы Ганди, торговое соглашение восемнадцатого века между городом и недавно основанными Соединенными Штатами Америки, книга, содержащая отлучение от церкви Бенедикта Спинозы, и полицейский отчет о краже велосипеда Анны Франк от 13 апреля 1942 года.
Городской архив также следит за тем, как различные департаменты Амстердама управляют своими архивами, обеспечивая сохранность документов, имеющих значение для истории города.

## Публикации
Архивные материалы доступны для ознакомления как на сайте музея, так и в Интернете. В последние годы многие документы были оцифрованы. На веб-сайте Городского архива Амстердама есть банк изображений, содержащий более 260 000 фотографий, рисунков и картин, связанных с городом, и база данных архивов, предоставляющая сканированные архивные материалы по запросу, включая множество доступных источников для генеалогических исследований. Этих материалов сейчас насчитывается более семи миллионов.

## Выставки и мероприятия
Городской архив Амстердама также делится имеющимся опытом об Амстердаме и его истории посредством публикаций и мероприятий. В Архиве регулярно проходят временные выставки, а примечательные документы находятся в постоянной экспозиции в так называемой «Амстердамской сокровищнице», построенной в 1926 году. Исторические фильмы об Амстердаме демонстрируются в небольшом кинотеатре.